# سينما جيبوتي
تُشير سينما جيبوتي إلى صناعة السينما في جيبوتي.

## تاريخ
تعتبر رواية القصص عادة قديمة في ثقافة جيبوتي. إن حب السينما ما هو إلا تجسيد بصري حديث واستمرار لهذا التقليد الراسخ. كانت أولى أشكال عرض الأفلام العامة في جيبوتي باللغة الفرنسية. في عشرينيات القرن الماضي، افتُتحت أولى دور السينما المحلية في وقت كانت العاصمة جيبوتي تنمو فيه من حيث الحجم. أصبحت دور السينما مكانًا يمكن للسكان المحليين فيه مشاهدة الأفلام في جو مريح. مع تطور صناعة السينما المحلية، تم إطلاق مسارح إضافية. ومن بين هذه المؤسسات، عدن عام 1934، وأولمبيا عام 1939، ولوباريس عام 1965، والهلال عام 1975.
خلال السبعينيات، كانت العاصمة تضم خمسة دور عرض سينمائي، واحد في كل منطقة. أجريت بعض محاولات صناعة الأفلام المحلية مع ممثلين محليين. أحدهما كان فيلم (Burta Djinka)، فيلم صومالي عام 1972 من إخراج جي بورغ. بعد الاستقلال في عام 1977، ظهر عدد متزايد من شركات الإنتاج والتوزيع المملوكة للحكومة بالإضافة إلى مسارح العرض الفعلية.
في التسعينيات، أغلق اثنان من أكبر دور السينما أبوابهما، هما أوديون وأولمبيا.